# Stenopogon sciron
Stenopogon sciron är en tvåvingeart som först beskrevs av Friedrich Hermann Loew 1873.  Stenopogon sciron ingår i släktet Stenopogon och familjen rovflugor. Inga underarter finns listade i Catalogue of Life.